# Chorthippus longicornis
Chorthippus longicornis är en insektsart som först beskrevs av Pierre André Latreille 1804.  Chorthippus longicornis ingår i släktet Chorthippus och familjen gräshoppor. Inga underarter finns listade i Catalogue of Life.